# غير الألمان في القوات المسلحة الألمانية خلال الحرب العالمية الثانية

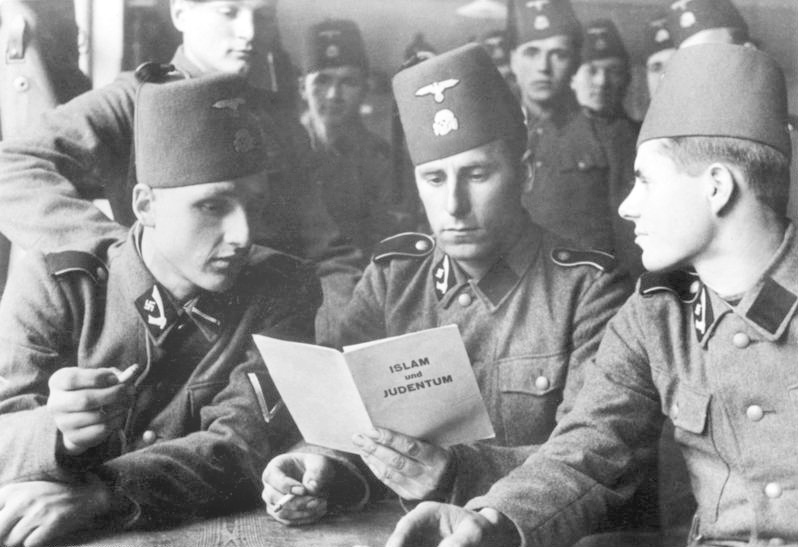
صورة دعائية لأعضاء فرقة أس أس الثالثة عشرة في SS مع كتيب بعنوان "الإسلام واليهودية" في 1943.

غير الألمان في القوات المسلحة الألمانية خلال الحرب العالمية الثانية كانو متطوعين ومجندين وغيرهم ممن دفعوا للانضمام إلى القوات المسلحة الألمانية النازية خلال الحرب العالمية الثانية. في الدعاية الألمانية في زمن الحرب، يُشار إلى أولئك الذين تطوعوا للخدمة باسم Freiwillige («المتطوعون»). في الوقت نفسه، كان العديد من غير الألمان في القوات المسلحة الألمانية مجندين أو تم تجنيدهم من معسكرات أسرى الحرب.

## الخلفية والتاريخ
تم استخدام مصطلح Freiwillige في الدعاية النازية لوصف الأوروبيين غير الألمان (Reichsdeutsche وفولكس دويتشه) الذين تطوعوا للقتال من أجل الرايخ الثالث خلال الحرب العالمية الثانية. على الرغم من أنهم تم تجنيد معظمهم من البلدان المحتلة، فقد جاءوا أيضًا من دول عدوة ومحايدة وحتى نشطة في القتال ضد الألمان. من أبريل 1940، بدأ هيملر في تجنيد الرجال في فافن إس إس من شعوب غرب وشمال أوروبا في النرويج والبلدان المنخفضة.  في عام 1941، تم تشكيل فرقة SS-Viking المؤلفة من متطوعين من الفلمنكيين والهولنديين والدنماركيين والنرويجيين وتم وضعهم تحت القيادة الألمانية.  بعد ذلك بوقت قصير، تمت إضافة قوات فافن إس إس أس من لاتفيا وإستونيا وأماكن أخرى. 
عندما تم القبض على جنود من الجيش الأحمر من قبل القوات الألمانية الغازية على سبيل المثال، بدأت أعداد كبيرة من أسرى الحرب على الفور مساعدة الفيرماخت.  إلى جانب القوات المتحالفة مع النازيين، شكل الروس «أكبر فرقة من القوات الأجنبية المساعدة على الجانب الألماني بأكثر من مليون رجل.»  حارب العديد من المتطوعين الأجانب إما في فافن إس إس أو فيرماخت. عمومًا، تم السماح للقوات غير الجرمانية بالدخول إلى الفيرماخت، في حين تم تجنيد المتطوعين الألمان في فافن إس إس كجزء من «الجيش الجرماني» في المستقبل.  إلى جانب مساعدة الألمان في القتال، فرضت وحدات مساعدة أجنبية النظام في جميع أنحاء أوروبا المحتلة، وأشرفت على العمل القسري، وشاركت في الحرب الأمنية النازية، وساعدت في قتل السكان اليهود فيالهولوكوست. 
على الجبهة الشرقية، تالف المتطوعون والمجندون في أوستليجيون من قوة قتالية تعادل 30 فرقة ألمانية بحلول نهاية عام 1943. وبحلول منتصف عام 1944، تم تجميع ما يصل إلى 600000 من قوات الفيلق/القوات الشرقية تحت قيادة الجنرال إرنست أغسطس كوسترينج، تنبع معظمها من محيط الإمبراطورية السوفيتية؛ كانوا يتألفون من أقليات مسلمة غير سلافية مثل التركستانيين وتتار الفولغا والقوقازيين الشماليين والأذربيجانيين وكذلك الجورجيين والأرمن.  وصف أحد القادة الألمان الفعالية الإجمالية للمتعاونين العسكريين في ألمانيا النازية على أنها خمس جيد وخمس سيء وثلاثة أخماس غير متناسقة. 

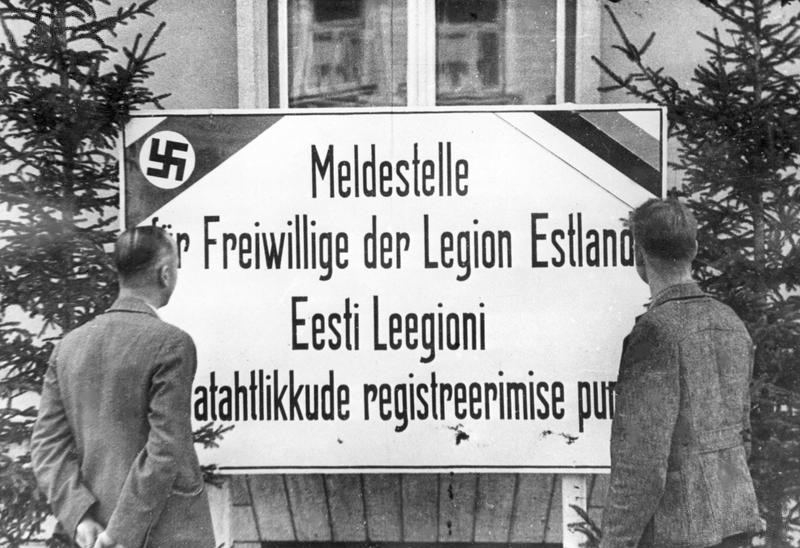
نقطة تسجيل الفيلق الإستوني في 1942

قاتل العديد من المتطوعين الأجانب تحت راية الصليب المعقوف من مناطق خارج أوروبا وكان الدافع وراء ذلك الرغبة في حرية دولهم ضد الهيمنة السوفيتية أو الإمبريالية البريطانية.  وضع المتطوعين من أوروبا الشرقية الذين قاتلوا إلى جانب الألمان في السياق التاريخي حيث يعلق المؤرخ الألماني رولف-ديتر مولر أن الناس في بلدان من فنلندا إلى رومانيا «وجدوا أنفسهم فجأة عالقين بين المطرقة 'الحمراء' والسندان 'البني». حيث ترك لهم القليل من الخيارات؛ لم يتم تجاوز «الصدمة الجماعية اللاحقة التي تعرضوا لها بسبب القسوة الألمانية في المعاملة إلا من خلال كرههم للاتحاد السوفيتي». 
وبذلك تالفت القوات غير الألمانية من مجموعة واسعة من الأعراق، بدءًا من الشعوب التركية بشكل أساسي في أوستليجيون وحتى السلاف المسلمون في الفرقة الجبلية فافن الثالثة عشر إس إس هاندشار والهنود في الفيلق الهندي (حارب الجيش الوطني الهندي ضد البريطانيون على الجانب الياباني). بالنسبة لغالبية المتطوعين من المجتمعات المسلمة، فإن عداءهم ضد السوفييت ينبع من مشاعرهم المعادية لروسيا من الدافع الديني (ازدراءهم للإلحاد السوفيتي على سبيل المثال)، إلى جانب التجربة السلبية لسياسات ستالين بشأن الجنسية الروسية، وما يرتبط بها من اضطراب إلى طريقتهم في الحياة. 
في نهاية المطاف، ظل المتعاونون الأوروبيون خاضعين للرقابة الألمانية وكانوا «مقيدين برباط قصير».  قدر Rolf-Dieter Müller الأرقام الخاصة بحلفاء الفيرماخت الأوروبيين والمتطوعين الذين قاتلوا في الحملة الشرقية بما يقرب من المليون رجل في المجموع، والذي يزعم أنه يعطي سببًا جوهريًا «لإعادة تقييم» «الأبعاد العسكرية» لـ التعاون الشامل.  حسب تقدير مولر، لم يكن الفيرماخت قادرا على الوصول إلى موسكو في عام 1941 لولا المجندين الفنلنديين والمجريين والرومانيين؛ العمليات في الفولغا والقوقاز في عام 1942 ستتوقف من دون تدفق القوات الإضافية؛ وفي أعقاب كارثة ستالينغراد، كان المجندين والمتطوعين الأجانب (60.000 جندي) يقاتلون الثوار في البلقان، مما مكن الألمان من تحقيق الاستقرار في الجبهة الشرقية في فنلندا وأوكرانيا.  كما يذكر مولر القراء أنه بالإضافة للمتطوعيين في جبهات القتال، اضطر ملايين العمال الأجانب إلى المساعدة في تزويد النازيين بالموارد الصناعية اللازمة لمواصلة الحرب لفترة أطول بكثير مما كان ممكنًا بدون كدحهم. 

### اقتباسات
1. ↑  Grasmeder، Elizabeth M.F. "Leaning on Legionnaires: Why Modern States Recruit Foreign Soldiers". International Security. مؤرشف من الأصل في 2021-07-30. اطلع عليه بتاريخ 2021-07-30.
2. ↑  Stein 1984.
3. ↑  Höhne 2001.
4. 1 2 3  Motadel 2014.
5. 1 2  Müller & Ueberschär 1997.
6. 1 2 3 4 5  Müller 2012.
7. 1 2 3  Hartmann 2013.
8. ↑  Hilberg 1992.